# Hans Koch (præst)
 Der er flere personer med dette navn, se Hans Koch.
Hans Winding Koch (født 9. april 1867 i Vejstrup ved Kolding, død 23. maj 1949 i København) var en dansk sognepræst og provst. 
Koch var en aktiv debattør i sin samtid og besatte flere tillidshverv, deriblandt formandsposten for Danmarks Kristelige Studenterforbund og Foreningen af antimilitaristiske præster.
Han var far til Hal Koch.
Hans Koch er begravet på Frederiksberg Ældre Kirkegård.